# Antoine Chalvin
Pour les articles homonymes, voir Chalvin.
Antoine Chalvin (né le 3 janvier 1966 à Orange) est professeur des universités, spécialisé en langues et littératures estoniennes et finnoises à l’Institut national des langues et civilisations orientales  de Paris. Il est responsable de la section d’études estoniennes et il est traducteur de l'estonien et du finnois en français,.

## Formation
De 1986 à 1992, il est élève de l’École normale supérieure. En 1988, il obtient une maîtrise de philosophie de l'Université Paris IV. En 1994, il soutient sa thèse de doctorat en sciences du langages de l'Université Paris III.

## Ouvrages
- Antoine Chalvin, Malle Rüütli, Katre Talviste, Manuel d'estonien, Paris : L'Asiathèque, 2011, 254 p.
- Antoine Chalvin, Johannes Aavik et la rénovation de la langue estonienne, Paris : ADEFO/L'Harmattan, 2010, 334 p.
- Antoine Chalvin, Les Setos d'Estonie, Crozon : Armeline, 2015, 154 p.
- Antoine Chalvin, Jean-Léon Muller, Katre Talviste et Marie Vrinat-Nikolov (dir.), Histoire de la traduction littéraire en Europe médiane des origines à 1989, Paris : PUR, 2019, 434 p.
- Antoine Chalvin, Grammaire de l'estonien, Paris : L'Asiathèque, 2023, 384 p.

## Traductions littéraires de l’estonien
- Heinsaar, Mehis, L'homme-papillon et autres nouvelles, Saint-Malo : Éditions Pascal Galodé, 2014  (ISBN 9782355932991)
- Heinsaar, Mehis, Les chroniques de Monsieur Paul, Bruxelles : Kantoken, 2015  (ISBN 9782930739168)
- Jaks, Ilmar, Les vagues et autres nouvelles, Paris : Alfil, 1993.
- Kaplinski, Jaan, Le désir de la poussière (poèmes, édition bilingue), Marseille : Riveneuve, 2002.
- Kaplinski, Jaan, Difficile de devenir léger (poèmes, édition bilingue), Orléans : Paradigme, 2016.
- Kivirähk, Andrus, Les groseilles de novembre : chronique de quelques détraquements dans la contrée des kratts, Paris : Le Tripode, 2014.
- Kreutzwald, Friedrich Reinhold, Kalevipoeg : épopée nationale estonienne, Paris : Gallimard, 2004.
- Kross, Jaan, Le vol immobile (roman), Lausanne : Noir sur blanc, 2006.
- Luik, Viivi, Le septième printemps de la paix (roman), Paris : Christian Bourgois, collection Lettre Internationale, 1992.
- Luik, Viivi, La beauté de l’Histoire (roman), Paris : Christian Bourgois, 2001.
- Tode, Emil, Pays frontière (roman), Paris : Gallimard, 1997.
- Valton, Arvo, Le porteur de flambeau (nouvelles), Paris : Viviane Hamy, 1992.